# 早津惠美子
早津 惠美子（はやつ えみこ、1954年9月 - ）は、日本の言語学者。専門は日本語学。
名古屋外国語大学世界教養学部国際日本学科教授、東京外国語大学名誉教授。学位は、博士（文学）。

## 来歴・人物
1978年、京都大学教育学部卒業、1987年、東京外国語大学大学院外国語学研究科修士課程修了、1990年、京都大学大学院文学研究科博士課程単位取得退学（2006年、博士（文学）学位取得）。
東京外国語大学外国語学部講師、助教授、教授を経て、2009年より同大学総合国際学研究院（先端研究部門）教授（大学院重点化に伴う配置換え）、2015年、改組により同大学国際日本学研究院教授。2017年、第36回新村出賞受賞。2020年に東京外国語大学を定年退職し名誉教授、名古屋外国語大学世界教養学部国際日本学科教授。

## 研究業績
- 「第5章　使役表現」尾上圭介編『朝倉日本語講座6文法†』朝倉書店p.128-150、2004.6
- 「動作要求を表す英語動詞をめぐって―辞書記述の観察―」『松田徳一郎教授追悼論文集』研究社pp.469-484、2003.7
- 「「もたせる」における使役動詞性のあり方」『日本語 意味と文法の風景　－国広哲弥教授古稀記念論文集－』ひつじ書房．pp.97-114、2000.2